# Meconopsis venusta
Meconopsis venusta är en vallmoväxtart som beskrevs av David Prain. Meconopsis venusta ingår i släktet bergvallmor, och familjen vallmoväxter. Inga underarter finns listade i Catalogue of Life.